# Llista d'aerolínies de Finlàndia
La següent és una llista de les aerolínies que estan operant actualment a Finlàndia:
| Aerolínia              | IATA | OACI | Distintiu     | Fundació |
| ---------------------- | ---- | ---- | ------------- | -------- |
| Blue1                  | KF   | BLF  | BLUEFIN       | 1987     |
| Finnair                | AY   | FIN  | FINNAIR       | 1923     |
| Flybe Nordic           | FC   | FCM  | FINNCOMM      | 2011     |
| Nordic Global Airlines | NJ   | NGB  | NORDIC GLOBAL | 2011     |
| Snowbird Airlines      | —    | SBW  | SNOWMAN       | 2014     |
| Turku Air              | —    | —    | —             | 1974     |